# Цай Тинкай
Цай Тинка́й (кит. трад. 蔡廷鍇, упр. 蔡廷锴, пиньинь Cài Tíngkǎi, 15 апреля 1892 — 25 апреля 1968), взрослое имя Сяньчу́ (кит. упр. 贤初, пиньинь Xiánchū) — китайский военный.

## Биография
Родился в Лодинской непосредственно управляемой области провинции Гуандун. Закончил Баодинское военное училище, принимал участие в Северном походе, в 1927 году его 10-я дивизия присоединилась к Наньчанскому восстанию, однако сам он отстранился от командования. В 1930 году стал командующим 19-я армией, принимал участие в операциях против советских районов. В 1932 году командовал обороной Шанхая от японского нападения. В ноябре 1933 года восстал против Чан Кайши и образовал 22 ноября 1933 года Фуцзяньское народное правительство, однако не получил поддержки коммунистов, и мятеж к 21 января 1934 года был подавлен, а сам Цай Тинкай был вынужден покинуть Китай.
После начала японо-китайской войны Цай Тинкай вернулся в Китай, командовал 26-й группой армий во время сражений в южной Гуанси.
По окончании Второй мировой войны Цай Тинкай активно выступал за установление мира в стране. В 1946 году Цай Тинкай и Ли Цзишэнь основали в Гуанчжоу Комитет за демократический прогресс в Гоминьдане. В 1948 году Ли Цзишэнь и Цай Тинкай основали в Гонконге Революционный комитет Гоминьдана. Летом 1948 года Цай Тинкай сдался войскам коммунистов. Вскоре был освобождён и после провозглашения КНР привлечён на работу в органы государственной власти коммунистического Китая.
В КНР Цай Тинкай был членом Постоянного комитета ВСНП, заместителем председателя Всекитайского комитета НПКСК, заместителем председателя Государственного комитета обороны, заместителем председателя Государственного комитета по спорту, заместителем председателя ЦК Революционного комитета Гоминьдана, занимался делами Всемирного совета мира.